# Sean O'Callaghan
Sean O'Callaghan (Tralee, 26 de gener de 1954 - Kingston, 23 d'agost de 2017) va ser un paramilitar irlandès de l'Exèrcit Republicà Irlandès Provisional (IRA o PIRA), que des de finals dels setanta fins a mitjans dels vuitanta va treballar contra l'organització infiltrat com a agent informador de la SDU, la unitat especial d'intel·ligència de la Garda Síochána irlandesa.
A mitjans dels anys vuitanta va deixar l'IRA, i posteriorment es va lliurar voluntàriament a la fiscalia britànica per accions en què havia participat com a pistoler de l'IRA als anys setanta. Després de sortir de la presó, va publicar unes memòries que detallaven la seva vida en el paramilitarisme republicà irlandès titulades The Informer: The True Life Story of One Man's War on Terrorism (1998). Tot i que les revelacions d'Ocallaghan van ser criticades i titllades d'exageració per fonts republicanes, l'exprimer ministre irlandès Garret FitzGerald va descriure O'Callaghan com un dels espies més importants del govern irlandès que operaven a l'IRA provisional durant el conflicte nord-irlandès de finals del segle xx.